# Sociedad Colonial Alemana para el Suroeste de África
La Sociedad Colonial Alemana para el Suroeste de África (DKGSWA) era una empresa comercial y de gestión en lo que entonces era el África del Sudoeste Alemana, ahora Namibia.
La DKGSWA asumió el control el 3 de abril de 1885, adquirida por Adolf Lüderitz Lüderitzland y sus responsabilidades y derechos, incluidos especialmente los derechos mineros.

## Historia

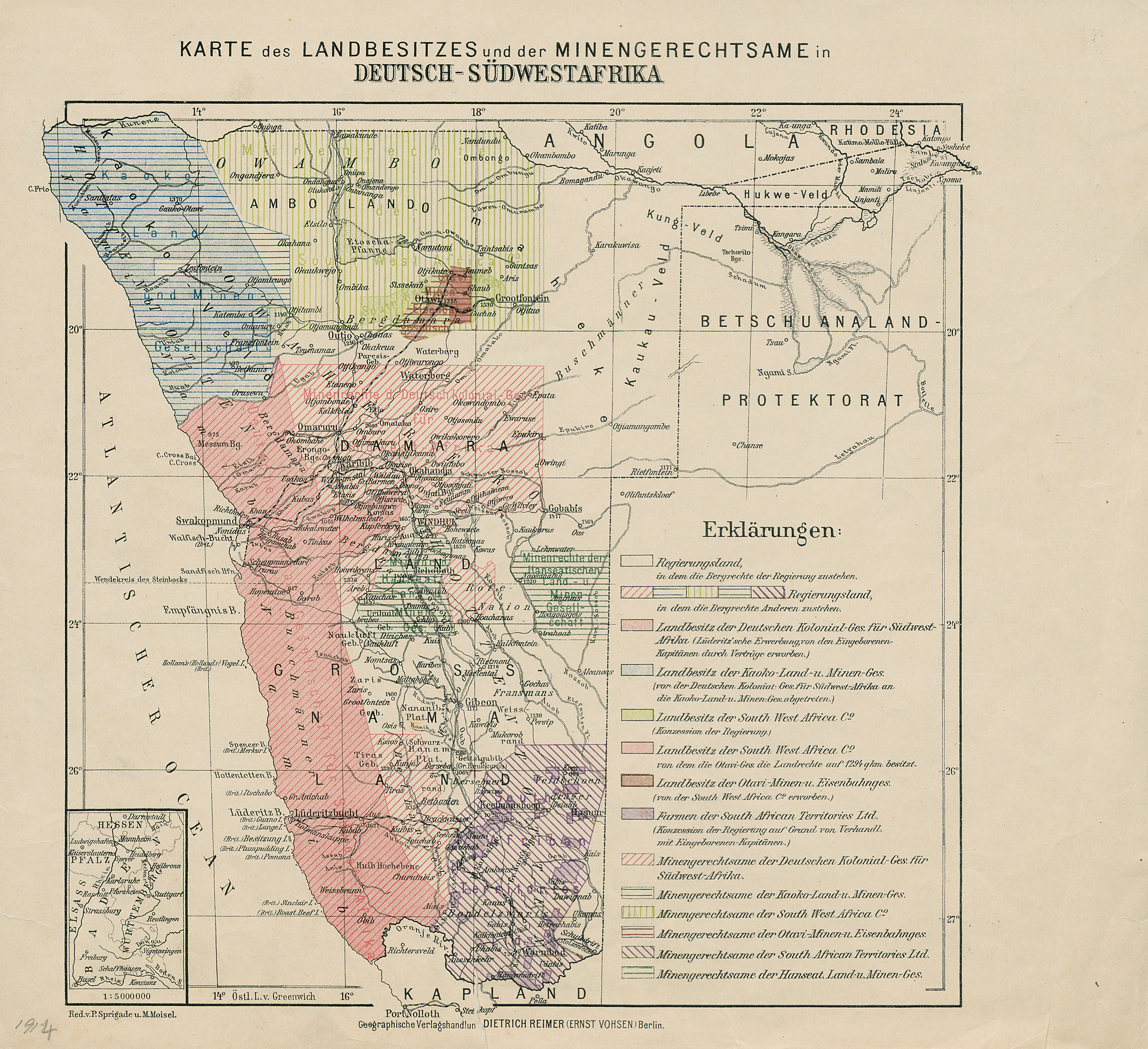
Propiedad de la tierra y derechos mineros de la DKGSWA en 1914 (sombreado rojo).

La empresa fue creada el 1 de febrero de 1885 por los banqueros Gerson von Bleichröder y Adolph von Hansemann, el industrial Guido Henckel von Donnersmarck y el político Johannes von Miquel.
La DKGSWA se fundó formalmente el 30 de abril de 1885 en Lüderitz, como parte de la Sociedad Colonial Alemana con sede en Berlín. Heinrich Ernst Goering, enviado desde Alemania, fue el primer presidente de la compañía.
El canciller Otto von Bismarck inicialmente tenía la intención de tener las áreas protegidas completamente administradas por las sociedades coloniales. Sin embargo, la DKGSWA no estaba dispuesta o no pudo asumir esta tarea para el África del Sudoeste Alemana. Por lo tanto, a la empresa no se le otorgaron poderes administrativos estatales, sino únicamente privilegios económicos.